# Hans-Olaf Hudemann
Hans-Olaf Hudemann (* 25. Juli 1915 in Leipzig; † 23. Juni 1984 in Heidelberg) war ein deutscher Sänger (Bass-Bariton) und Musikwissenschaftler.

## Leben
Hudemann ist der Sohn des Konzertsängers Ernst Hudemann. Er besuchte die Thomasschule zu Leipzig und war Mitglied im Thomanerchor. Ab 1934 studierte er Musikwissenschaften an der Albert-Ludwigs-Universität Freiburg und Christian-Albrechts-Universität zu Kiel. In Kiel wurde er unter Betreuung von Friedrich Blume zum Dr. phil. promoviert. 1943 begann er seine Sängerkarriere. Unter Günther Ramin trat er mit dem Thomanerchor auf. Er konzertierte unter anderem in Deutschland (Bachfest Leipzig), Belgien, Niederlanden, Frankreich und der Schweiz. Sein Repertoire reichte von Werken des 17. Jahrhunderts bis in die Gegenwart, mit Ur- sowie deutschen Erstaufführungen, u. a. von Arnold Schoenberg („A Survivor from Warsaw“, Darmstädter Tage für Neue Musik 1950), Willy Burkhard, Othmar Schoeck, Wolfgang Fortner („The Creation“), Johannes Driessler, Heinz-Werner Zimmermann („Psalmkonzert“). 1961 wurde er Dozent am Heidelberger Konservatorium. Von 1957 bis 1962 leitete er eine Meisterklasse an der Akademie für Tonkunst in Darmstadt. 1972 wurde er Professor an der Johann-Wolfgang-Goethe-Universität Frankfurt am Main. Zusammen mit Wilibald Gurlitt gab er heraus:  Karl Straube, Briefe eines Thomaskantors. K. F. Koehler, Stuttgart 1952.